# Casa al carrer Borriana, 7 (Maçanet de Cabrenys)
La Casa al carrer Borriana, 7 és una obra de Maçanet de Cabrenys (Alt Empordà) inclosa a l'Inventari del Patrimoni Arquitectònic de Catalunya. Situada dins del nucli urbà de la població de Maçanet de Cabrenys, a escassa distància a llevant del nucli històric de la vila, tocant a la plaça Borriana.

## Descripció
Edifici entre mitgeres de planta rectangular, amb la coberta de teula de dos vessants i distribuït en planta baixa i dos pisos. Consta de dues crugies perpendiculars a la façana principal, orientada al carrer. Presenta dos portals d'accés a l'interior rectangulars, amb els brancals bastits amb carreus de pedra desbastats i les llindes planes monolítiques. La de ponent presenta la llinda gravada amb una inscripció de difícil lectura i està sostinguda amb permòdols. Al bell mig dels dos portals, en el límit entre la planta baixa i el primer pis, destaca el fragment central d'una llinda d'arc conopial que presenta un medalló decorat amb motius vegetals i les lletres “RO” inscrites al centre. El medalló està emmarcat per dos peixos. Als pisos, les obertures també són rectangulars i presenten els emmarcaments arrebossats i pintats de color marró, tot i que en origen estan bastides amb carreus de pedra ben desbastats que queden amagats per aquest revestiment. A la primera planta hi ha dos balcons exempts amb les llosanes motllurades i baranes de barrots de ferro. Al mig dels dos balcons hi ha una finestra. Al segon pis hi ha dues finestres, una d'elles reformada per fer-la de mida més petita. La façana està coronada per un doble ràfec de teula i maons, amb decoracions de dents de serra.
La construcció està arrebossada i pintada.

## Història
Construcció enquadrada cronològicament al segle xviii. Encara que no es tenen notícies històriques directes d'aquest immoble, s'ha d'esmentar que a escaigs metres de l'edifici encara queden restes del que era la muralla que encerclava i fortificava la vila. En les restes dels murs, als quals s'afegiren cases de construcció molt posterior, s'aprecien les mènsules que sostenien un matacà, algunes espitlleres, petites i rectangulars, i a la part alta, restes de merlets.